# يويشيرو تاماكي
يويشيرو تاماكي هو بيروقراطي وسياسي ياباني، ولد في 1 مايو 1969 في Sangawa, Kagawa ‏ في اليابان. نشط حزبياً في الحزب الديمقراطي الياباني والحزب الديمقراطي. في الانتخابات العامة اليابانية 2017، انتخب عضو مجلس النواب الياباني ‏ عن دائرة Kagawa 2nd district ‏ وقد انضم خلال فترته النيابية ‏ (22 أكتوبر 2017 – ) للكتلة البرلمانية Kibō no Tō ‏.

## وصلات خارجية
- الموقع الرسمي